# جاي إل. غارفيلد
جاي إل. غارفيلد (بالإنجليزية: Jay L. Garfield)‏ هو فيلسوف أمريكي، ولد في 13 نوفمبر 1955.